# Osiek (miasto)

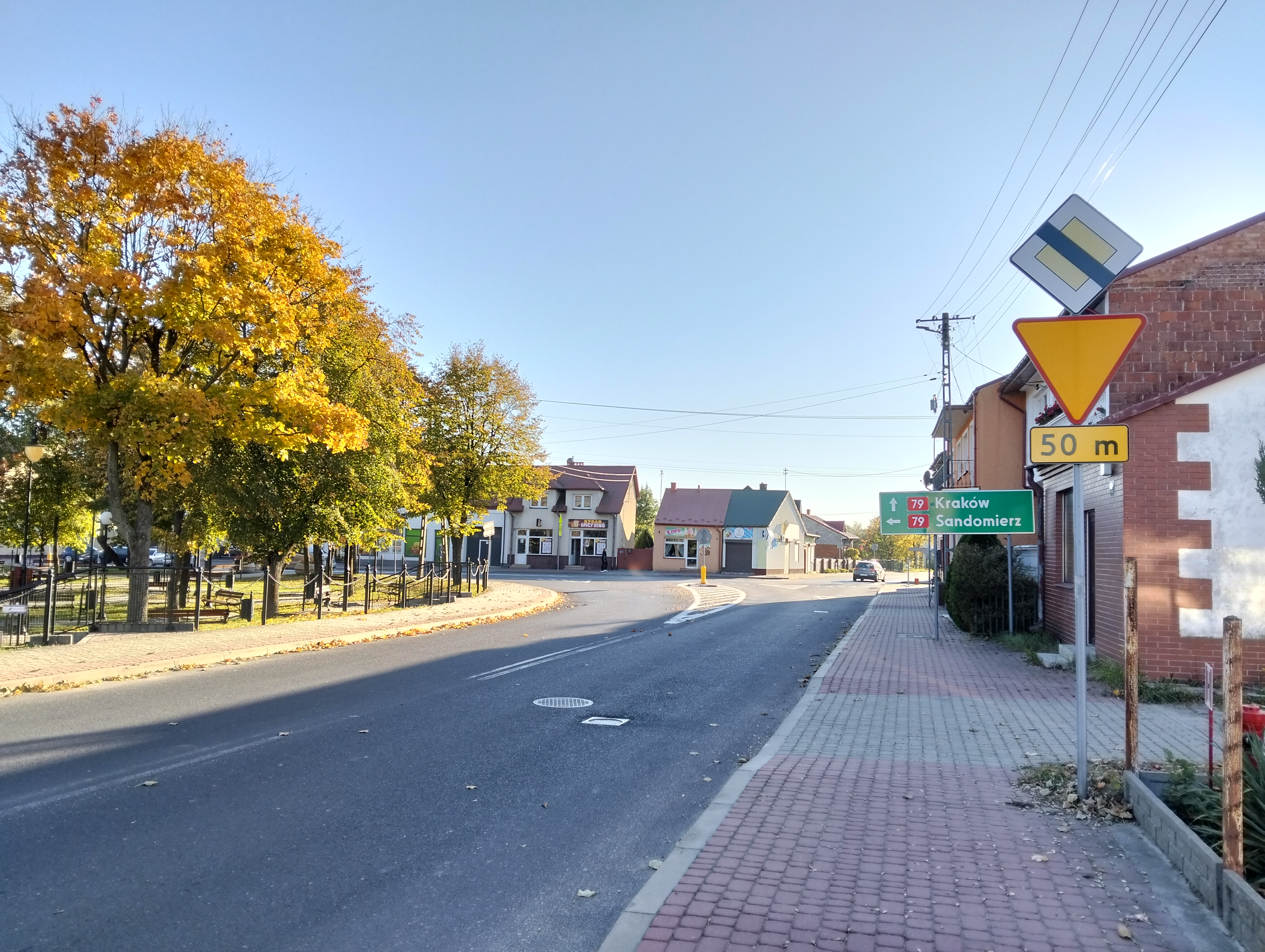
Fragment Rynku

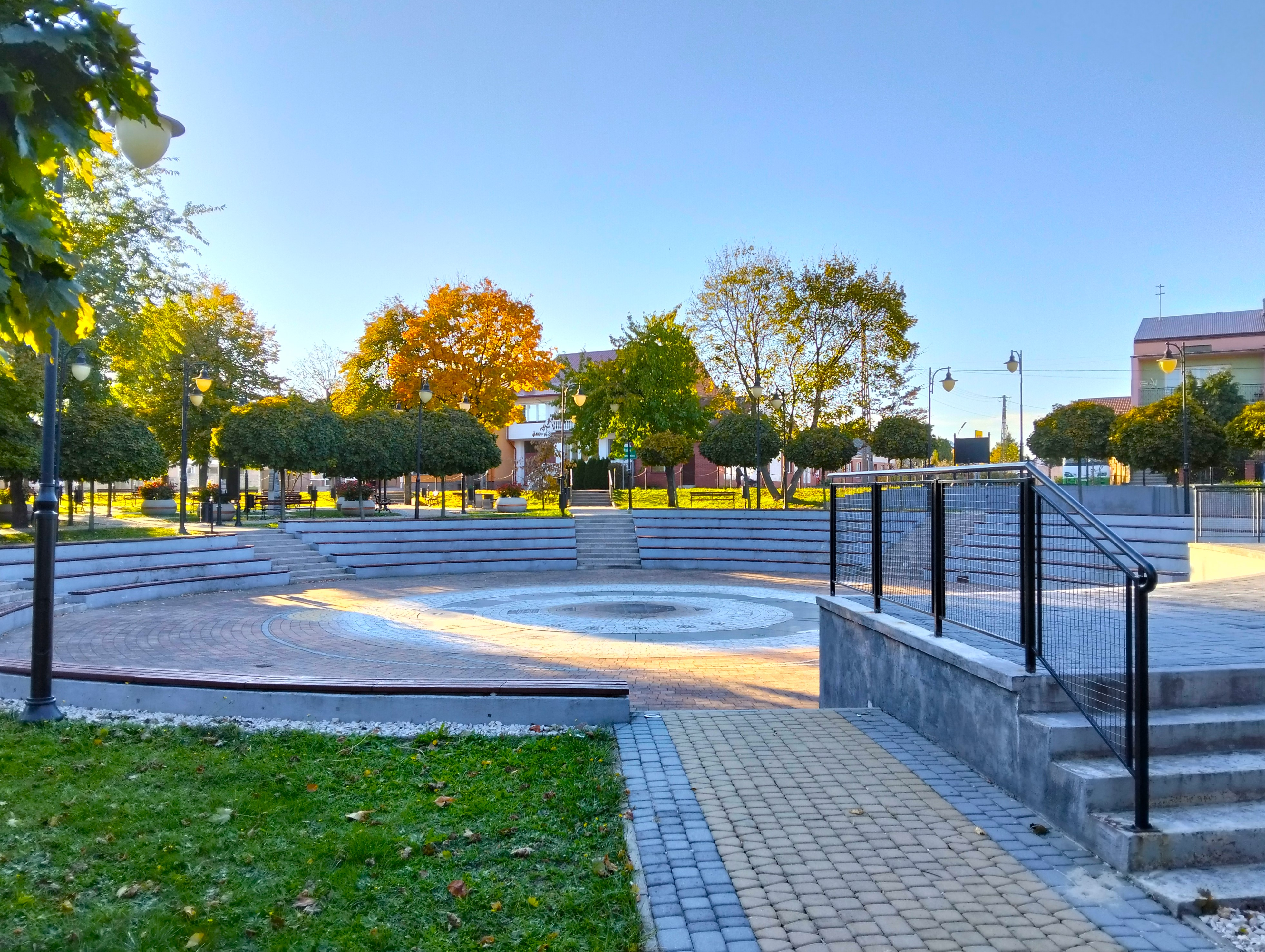
Amfiteatr w centrum Rynku

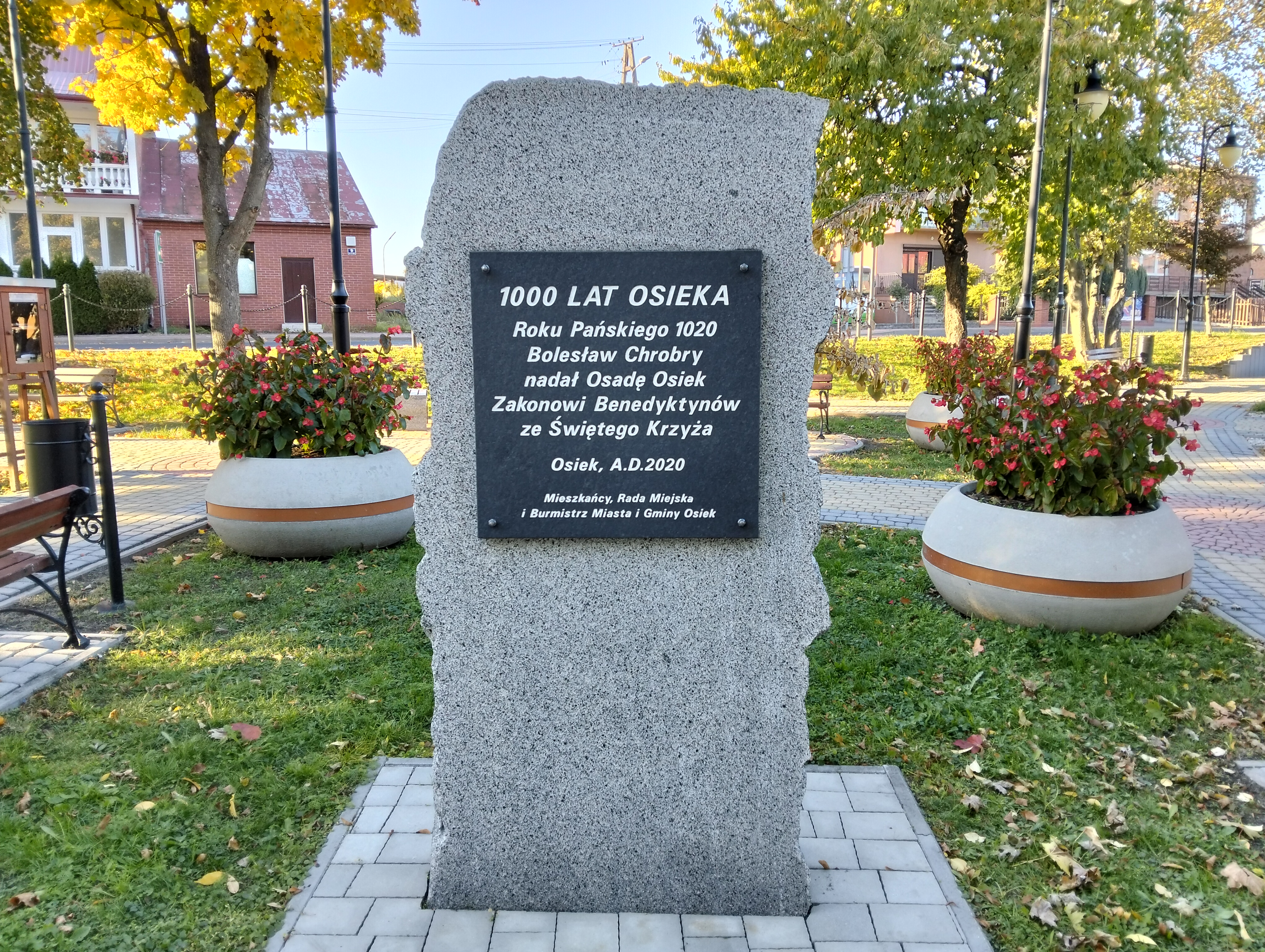
Pomnik "1000 lat Osieka"

Osiek – miasto w woj. świętokrzyskim, w powiecie staszowskim, siedziba gminy miejsko-wiejskiej Osiek. Osiek posiadał prawa miejskie w latach 1430–1869 i ponownie od 1994. Leży przy drodze krajowej nr 79 oraz wojewódzkiej nr 765.
Osiek uzyskał lokację miejską w 1363 roku, zdegradowany w 1869 roku, ponowne nadanie praw miejskich w 1994 roku. Miasto położone w starostwie sandomierskim w 1629 roku.
Miejscowość jest siedzibą rzymskokatolickiej parafii św. Stanisława.
Znajduje się tu jedyna w Polsce czynna otworowa kopalnia siarki Osiek. Miasto posiada szkołę podstawową, gimnazjum i liceum.
Przez miasto przechodzi zielony szlak turystyczny z Chańczy do Pielaszowa.

## Nazwa
Nazwa Osiek oznacza w języku staropolskim  zasiekę, czyli leśne umocnienie lub warownię w lesie utworzoną z nagromadzonych i zespojonych ze sobą zsieczonych, czyli ściętych pni drzewnych, której zadaniem była ochrona leśnego osiedla lub wyznaczonej granicy. Termin stosowany w średniowieczu, notowany od XIII wieku. Słowo osiek oznaczało zarówno przesiekę, zasiekę, jak również umocnienie obronne wznoszone ze ściętych drzew. Taki wywód podają: Słownik staropolski, Słownik geograficzny Królestwa Polskiego oraz słowniki Nazwy miejscowe Polski i „Nazwy miast Polski” pod red. Kazimierza Rymuta .

## Historia
Najstarsze wzmianki o miejscowości pojawiając się w czasach księcia Bolesława Wstydliwego, który miał w Osieku stację podróżną na drodze z Krakowa do Sandomierza. Osiek został księciu przekazany przez opata klasztoru łysogórskiego, który wcześniej władał tą miejscowością. W 1253 roku wzmiankowana jako Ossek, przy okazji wystawianiu tu dokumentów przez Bolesława Wstydliwego. W tym czasie być może była to już osada targowa. Osiek znajdował się w korzystnym położeniu – na szlaku królewskim z Krakowa do Sandomierza i Lublina, i dalej na Litwę. W 1280 podczas bitwy pod Goźlicami połączone sojusznicze siły rusko-tatarskie dokonały złupienia miasta i uprowadzenia wielu tutejszych mieszkańców. W 1283 roku książę Leszek Czarny zwołał do Osieka zgromadzenie rycerstwa.

Archidiaconatus Sandomiriensis. (…) Ecclesia parochialis Sancti Pauli extra muros Sandomirienses. (…) Parochia O S S Y E K.
Osiek, oppidum, prope Koprzywnica. (…) alias Ossyek, Osyek (Osiek) oppidum…
Oppidum de prope C o p r z y w n i c z a   situm, habens in se parochialem ecclesiam ligneam, per Paulum S z m y l o w s z k y presbyterum nobilem de armis O s t o y a  modernum plebanum, Beato Stanislao martyri et pontifici glorioso dicatam; cuius proprietas ad serenissimum Poloniae regem pertinet, et licet alias ad monasterium C a l v i   montis S. C r u c i s pertineret, Jacobus tamen abbas monasterii eiusdem a. D. 1270 dictum oppidum cum Boleslao pudico Cracoviensi et Sandomiriensi duce, pro quinque marcis argenti ex zuppa Bochnensi dandis, commutavit; processu autem temporis, solutio dictarum quinque marcarum argenti intermissa fuit, quam iterum Vladislaus secundus rex Poloniae a. D. 1409 in summam quinque marcarum tantum communis pecuniae, aut tantundem valoris salis constituit. In quo oppido sunt lanei oppidanorum, item suburbanorum, item praedium unum regium, de quibus omnibus solvitur et conducitur decima manipularis pro ecclesia parochiali et eius plebano in O s s y e k, et valor eius aestimatur ad … praeter campum dictum O s s y e c z e k, de cuius agris solvitur et decimatur pro monasterio Sanctae Crucis C a l v i montis; canapalis autem decima non solvitur ex agris oppidanorum aut suburbanorum, ex consvetudine antiqua. Item dicta ecclesia habet lacum dictum vulgariter O s s y e t h n o, liberum, qui iacet inter O s s y e k oppidum ex una, et villam D l u g a L a n k a partibus ex altera. Item habet sylvam penes eundem lacum, quae dicitur L ą n z e k et P r z e w o c z e, penes limites, alias C z y o s z n y, inter villam Z a w y d z a, parte ab una, et D l u g a L ą k a parte ab altera. Item habet quinque prata penes praefatam sylvam, et in medio sylvae sextum pratum dictum L ą n z e k. Item habet agros pro suo praedio, cum prato magno, iuxta villam dictam S o c a l y e c z, quae ducit in C o p r z y w n i c z a m. Item iuxta fluvium V i s l a habet alios agros, pro praedio post K o p a n y e c z ad spatium sex stadiorum. Item habet penes curiam plebanalem in Ossyek alios agros praediales, satis latos, decurrentes dorso iuxta sepes oppidanorum, usque ad viam, quae ducit in P o l a n y e c z. Item in finibus eorundem agrorum sunt duae piscinae, per Paulum S m y l o w s z k y tunc plebanum ex fundo erectae. Item habet agros duorum stadiorum, cum prato post torrentem B r z e s z n y c z a, mediantes inter pratum Petri P o d d a m b n i ab una, et P r o c o p i i oppidanorum de O s s y e k   partibus ab altera. Item in villa P l y s z k a regia habet duos laneos minus una quarta agrorum, quos vel solus colit vel locat in censum. Item in borra, quae mediat inter villas S t r z e g o m et P l y s z k a, qui vocatur P l o z a et etiam dicitur S a m y n, de quo ecclesiae in O s s y e k et eius plebano et decimatur et censuatur.
(…) Villae parochiales: oppidum O s s y e k, D l u g a L ą n k a…
(…) BOCHNYA, oppidum regium, in quo sales effodiuntur. In quo oppidani ex antiquo more Bochnensi, solvebant ecclesiae in Ossyek pro festo Sancti Martini duodecim marcas latorum grossorum, sed processu temporis ablatus est per reges et principes Poloniae; quem cum Paulus Smylowsky plebanus in curia Romana litigando recuperare vellet, a Casimiro tertio Poloniae rege prohibitus est….

Według zapisków Joannisa Długosza ówczesny gród Osiek leżał w pobliżu Koprzywnicy, posiadał drewniany kościół parafialny, którym zarządzał Paweł Szmytowski, duchowny herbu Ostoja. Ów kościół był własnością państwową, należną do każdorazowego władcy Polski, a oddany został pod opiekę opactwa benedyktyńskiego na Łysej Górze (Świętego Krzyża) wraz z grodem. Jednocześnie zobowiązano się (opat owego klasztoru  razem z Bolesławem V Wstydliwym nadał takie prawo), że z tego tytułu odprowadzane będzie do 5 grzywien srebra, z zamiennością od żup soli z Bochni; które będą przekazywane naprzemiennie. Jednak oprotestowywano to postanowienie. Sąd określił, że stopniowo będzie się równać do tej kwoty. Ostatecznie Władysław II Jagiełło orzekł, że owe 5 grzywien w równej wielkość będzie przekazywanych do kasy państwa, czy to z Bochni, czy z Osieka według oszacowania im właściwego. W odniesieniu do grodu Osiek określono, że są tam łany mieszczańskie, posiadłości podmiejskie i inne parcele gruntowe w całości królewskie i z nich wszystkich odprowadza się dziesięcinę snopową na rzecz kościoła parafialnego (położonego w sąsiedztwie obecnego cmentarza) i plebana z Osieka (nie określono tej kwoty wartościowo); z wyłączeniem przedpola Osieczko, ze względu na jego wiejski charakter. Dziesięcinę (tu: prawo do dziesięciny) na rzecz opactwa benedyktyńskiego (dosłownie: Świętego Krzyża Łysej Góry) należne było jako protektora parafii; konopianej zaś dziesięciny nie rozłączono od pól mieszczańskich, czy też przedmieść, ze wszystkich razem starym zwyczajem pobór przekazywano. Wspomniany kościół, posiadał staw/jezioro Osieczko, zwolnione z kościelnych danin pieniężnych, a położone w pobliżu Osieckigo grodu (dosłownie: pomiędzy Osiekiem a Długołęką). Kościół miał też spory las na równi owego stawu/jeziora, którego ostatki sięgały, aż po Łążek, w pasie szerokości wioski Zawidza z jednej strony, a Długołęką z drugiej – nazywano go borem Czyoszny lub Przewłoka. Ponadto posiadał kilkanaście łąk (porozrzucanych), np. 5 w kierunku pogranicza owego boru, a w jego samym środku 6, ich ostatek sięgał, aż po Łążek. Nadto miał kilkanaście pól na własność (tworząc w sumie małą posiadłość ziemską), np. wraz z obszerną łąką, w pobliżu drogi Socalyecz, która prowadziła do Koprzywnicy; kolejne w pobliżu rzeki Wisły, poza jeziorem Kąpaniec (obecne pobliże Lipnika) obszerności około 1200 m; następne o wielkości 400 m, wraz z łąką za strumieniem/ptokiem Brzesznycza, a znajdujące się w środku między łąką Piotra Poddambni z jednej strony, a Procopii ówczesnymi mieszczanami osieckimi (tj. ich częścią) z drugiej; a w pobliżu ówczesnej plebanii w Osieku (sąsiedztwo obecnego cmentarza) kolejne parcele gruntowe. Jednocześnie miał kamieniołom, z górki z tyłu przy parkanie zamku, aż do drogi, która prowadziła do Połańca. W końcu Paweł Szmytowski ówczesny ksiądz był inicjatorem, aby przy końcu obu tych pól założyć 2 stawy rybne (sadzawki), które były jego uposażeniem w probostwie. We wsi królewskiej Pliskowola (królewszczyźnie) miał 2 łany, najmniej w ¼ ich części, tj. albo porzucone grunty rolne albo dzierżawione w pańszczyźnie. Poza tym, to co w borze, a co pośrednio wśród wiosek Strzegom a Pliskowola (a pomiędzy nimi leżące), nazwane Ploza, a gdzieniegdzie zwane Samyn. Dokładnie od kościoła w Osieku współzależne, w tym głównie jego księdza, który to posiadał prawo do poboru odpowiedniej dziesięciny i czynszu z nich. (…) Ponadto o starożytności jego fundacji świadczy szczegół podany przez Długosza, iż mieszczanie z Bochni obowiązani byli dawać 12 grzywien temuż kościołowi co rok na św. Marcina, oprotestowali jednak tę decyzję i później zwolnieni zostali z tej opłaty przez któregoś z ówczesnych królów Polski. Jednak Paweł Smylowski pleban, prawdopodobny fundator kościoła, który za czasów Długosza, zwracał się do Rzymu dla odzyskania tej opłaty, a król Kazimierz III Wielki przeszkodził mu w tych staraniach; uznając zapewne, że według rejestrów/spisów/kronik wcześniejszych zostali oni wykreśleni z takiej darowizny na rzecz kościoła z Osieka.

Ecclesiae Collegiatarum. Clepardiensis. (…) Prebenda Czapelska. (…) Decimae fertonales latorum grossorum primae praebendae.
Osiek, oppidum, prope Koprzywnica. (…) alias Ossyek, Osyek (Osiek) oppidum…
OSZYEK, oppidum, in quo ecclesia parochialis, cuius proprietas et dominium ad serenissimum dominum nostrum regem Poloniae pertinet, in quo sunt lanei oppidanorum, de quorum quolibet solvitur unus ferto latorum grossorum Pragensium canonico primae praebendae pro decima. Item praedium.
(…) Item prima praebenda taxata est ad…

Z kolei według tomu I, nie jest do końca jasne przyporządkowanie Osieka (w pobliżu Koprzywnicy, tenże by był), równie dobrze ów zapis może odnosić się do Osieka (w pobliżu Żmigrodu). Wynika bowiem z niego, iż na kościół kolegialny Kleparz (wówczas samodzielne miasto, tj. w latach 1366–1792, obecnie dzielnica Krakowa); utworzono beneficjum Czapelska. I na ów fundusz miał się składać m.in. Osiek w liczbie (monet – groszy szerokich praskich) nieokreślonej kwotowo; nadto na ów fundusz miała się złożyć wieś Bukowa, a ona administracyjne leży w granicach ówczesnej gminy Osiek (bo natenczas w parafii Wiązownica).
W roku 1430 ówczesny gród otrzymuje przywilej lokacyjny od Władysława Jagiełły. Za Władysława Warneńczyka w rękach rycerza i awanturnika Dersława z Rytwian (wojewody sandomierskiego) opisanego przez Teodora Tomasza Jeża (pseudonim Zygmunta Miłkowskiego) w powieści Dersław z Rytwian.
W 1578 roku w skład parafii Osiek wchodziło 5 wiosek, tj.: Pliskowola, Suchowola, Długołęka, Osieczko i Zawierzbie, w tym cztery pierwsze jako tzw. królewszczyzny. Kościół nie posiadał w samym grodzie Osiek żadnych majątków ziemskich, parcel gruntowych. Pobory natomiast pobierano według regestru poborowego z tych, które tu wymieniono.

II. Palatinatus Sandomiriensis. 1. Districtus Sandomiriensis an. 1578. Par. Osziek.
Wolia Plyska, regalis, col. 71 in lan., 28, inq. 4, inq. paup. 17, art. 4.
Szuha (Sucha), regalis, col. 56 in lan. 22½, hort. c. a. 2, inq. 4, paup. 7, artif. 3.
Dluga łąka, regalis, col. 26 in lan 14, scultet. 2, inq. paup. 4, art. 4.
Oszieczka wiesz, regalis, hort. c. a. 16, inq. paup. 3. Sors plebanalis , hort. c. a. 8, inq. paup. 1. Sors advocatialis, hort. 6.
Zawlerzbie.

Według regestru poborowego z 1508 roku Osiek ze wszystkich swoich wsi (zapewne z 4, a z 5 wyżej wymienionych) pobiera ¼ części należnej składki, z całości poboru.

4. Palatinatus Sandomiriensis. a. Districtus Sandomiriensis 1508 a.
Osszyek cum omnibus suis villis exactionem quarte partis censuum non contribuerunt.

Największy rozwój przypada na wieki XVI i XVII, kiedy miasto liczyło ok. 1000 mieszkańców. Rozwijał się handel i rzemiosło. W tym okresie powstały cechy garncarstwa, szewstwa i tkactwa. W okolicznych lasach uprawiano bartnictwo.
Osiek z 1844 według Michała Balińskiego i Tymoteusza Lipińskiego, z poprawkami i uzupełnieniem naniesionym przez Franciszka Ksawerego Martynowskiego w 1885 w Starożytnej Polsce pod względem historycznym, jeograficznym i statystycznym opisanej.

Michał Baliński i Tymoteusz Lipiński, Starożytna Polska pod względem historycznym, jeograficznym i statystycznym opisana, t. II, wyd. I oraz II poprawione i uzupełnione.

{{Cytat}} Przestarzałe pola: 1.

Franciszek Ksawery Martynowski, Starożytna Polska pod względem historycznym, jeograficznym i statystycznym opisana przez Michała Balińskiego i Tymoteusza Lipińskiego, t. II, wyd. II poprawione i uzupełnione.

{{Cytat}} Przestarzałe pola: 1.
Osiek z 1852 roku według Emila Kierskiego i Jędrzeja Moraczewskiego, z przysłowiami stąd zaczerpniętymi.

OSIEK. Miasto w województwie sandomirskiém nad Wisłą. Kazimierz Wielki wystawił tam zamek. Roku 1606. we Wrześniu stanął pod tém miastem Zygmunt III, i traktował z rokoszanami Zebrzydowskiego. Znany jest wreszcie Osiek w całéj Polsce z przysłowia: sprawa, jak w Osieku, o którém Wójcicki w Przysłowiach (Tom III. str. 45) tak mówi: Razu, jednego miejscowy ślósarz taką popełnił zbrodnię, iż na śmierć skazany został, (miasto posiadało niegdyś prawo miecza). Gdy jednak przyszło do wykonania wyroku i gdy rada miejska zwźyla, że jeden tylko był ślósarz w mieście, a ktoś napomknął o dwóch kowalach, niewiele myśląc jednego z nich stracono, a ślósarz ocalał. Głos ludu ów ziemski mściciel niesprawiedliwości, przechował pamięć ochydnego czynu do tyla, że kiedy sprawa jaka źle osądzona, mówią: »Sprawa, jak w Osieku,« »Gorsza sprawa, niź w Osieku.« Z tego źródła wzięły następne przysłowia początek: »Ślusarz zawinił, a kowala powieszono.« Co skreślono w następnym dwu wierszu:
»Jakźesz dobrze sędziowie święte prawa znają, / Bo gdy ślósarz zawinił, kowala wieszają.«
»Kowal ukradł młynarza powiesili.«
– Notaty Łukasza Gołębiowskiego.
»Sądy pijane, rząd pijany, jak w Osieku.«
– Opalińskiego Satyry.
»Ten ukradł ów powieszon, sprawa jak w Osieku, / Taka to sprawiedliwość jest naszego wieku.«
– J. E. Minasowicz, Zbiór Rytmów.

Osiek w ujęciu encyklopedycznym Samuela Orgelbranda z roku: 1859 – 28 tomów i 1898 – 18 tomów (w tym 16 podstawowych).

OSIEK, miasto rządowe w gubernii Radomskiej, w powiecie Sandomirskim, na płaszczyznie położone blisko Wisły, od miasta Staszowa wiorst 21 odległe. Osada wielce starożytna, leżąc na drodze z Krakowa do Sandomierza zaszczycana była częstym pobytem Bolesława V i Leszka Czarnego, jak świadczą ich przywileje różnym miastom ztąd datowane. Kazimierz Wielki przebudowawszy zamek a raczej dworzec tutejszy, nieraz w nim przebywał i po raz ostatni gościł 1370 roku, wracając z nieszczęśliwych łowów z pod Przedborza. Tu wskutek złych leków mocniej zachorowawszy, potem do Korczyna odjechał. Według podania, zamek ten stał na miejscu, gdzie obecnie jest dwór i zabudowania gospodarcze folwarku Osieczko do dóbr donacyjnych Osiek należącego. W roku 1430 Władysław Jagiełło nadał miastu prawo niemieckie, ustanowił targi i jarmarki. Obdarzali je licznemi swobodami: Władysław Warneńczyk 1460, Jan Olbracht 1497, Zygmunt I. 1518. Ten ostatni mając wzgląd na świeżo spalone miasto uwolnił od wszelkich podatków na lat 8. Jakkolwiek Osieck do stołowych dóbr królewskich z dawna należał, nigdy przecież wielkiej nie doznawał pomyślności, częstym ulegając pożarom. Opiekował się nim szczególnie Zygmunt III, jak tego dowodzą dotąd przechowane przywileje z lat 1603 na 4 jarmarki, 1605 nadanie gruntów, 1611 pomnaża jarmarki. Toż czynili Władysław IV w roku 1634, Jan Kazimierz 1660, Michał Korybut 1672, August II 1732 roku. Podczas pamiętnego rokoszu Zebrzydowskiego, stanął Zygmunt III obozem w Osieku przy końcu Września 1606 roku; zmiarkowawszy, iż związkowi łudzą go tylko nadzieją ugody ruszył ztąd dla uważania dalszych ich kroków. Miasteczko to sławnem jest także ze swojej sprawy, która dała powód do znanego urągowiska „sprawa jak w Osieku” i przysłowia: „Kowal zawinił a ślusarza powiesili.” Stało się to istotnie w zeszłem stóleciu. Powodem sprawy było zabicie sługi miejskiego przez pijanego kowala, który iż był jeden w calem mieście, przeto go oszczędzić chciano. Aby jednak takiej zbrodni przeciw publicznemu porządkowi nie puścić bezkarnie, jednego z dwóch ślusarzy, wmieście osiadłych w zamian za kowala na szubienicę wskazano. Całe to wydarzenie było opisane w aktach miejskich, które przy pogorzeli w roku 1849 spaliły się. Do starożytnych wspomnień tutejszych należy i to, że w sądzie miejskim Osieckim miały przywilej zasiadać i sądzić kobiety. Ze starożytnych zabytków znajduje się w Osieku mały smętarzowy kościołek z drzewa modrzewiowego, który dawnością swoją wyprzedzał kościół parafijalny razem z miastem pogorzały. Wielki ołtarz w tym kościele pięknej snycerskiej roboty XVI wieku, godzien jest widzenia; zamiast obrazu zajmuje środek jego jeszcze starożytniejsza rzeźba wyobrażająca świętą familiję. Pozostały także części dawnego składanego ołtarza, to jest, okiennice dosyć dobrze dochowane z piękną u góry gotycką galeryją. Obrazy na nich cztery; nietylko pod względem samej dawności, ale i pod względem sztuki są znamienite. W roku 1860 ludność ogólna Osieka wynosiła 919 głów, pomiędzy tą chrześcijan 745, starozakonnych 174, utrzymujących się po większej części z rolnictwa; domów ma drewnianych 133, kościoła nie ma teraz w samem mieście, lecz na gruncie wsi Osieczko do donacy i Osiek należącej. Są jatki i szlachtuz, wiatrak, wszystko ubezpieczone na summę Rubli srébrem 10 540. Cechy tutejsze szewcki, garncarski, tkacki i krawiecki, posiadają starożytne przywileje królów polskich na pergaminie pisane. Jest magistrat, szkoła elementarna, targi tygodniowe, a jarmarków 6 do roku.

OSIEK, osada w gubrnii Radomskiej, powiat Sandomierskim, blizko Wisły, osada bardzo starożytna, pamiętna pobytem wielokrotnym Bolesława V, Leszka Czarnego i Kazimierza Wielkiego, z których ostatni gościł tu jeszcze 1370, wracając z nieszczęśliwych łowów z Przedborza. Późniejszemi czasy bawił jeszcze i Zygmunt III, stanąwszy obozem podczas rokoszu Zebrzydowskiego przy końcu września 1606. Osiek dał także powód do znanego w Polsce przysłowia: „sprawa jak w Osieku, kowal zawinił, a ślusarza powiesili”. I istotnie tak było. W zeszłem stuleciu pijany kowal miejscowy zabił sługę miejskiego. Ponieważ jeden tylko był kowal w całem mieście, przeto by go oszczędzić, a publicznemu porządkowi zadosyć uczynić, jednego z dwu ślusarzy, w mieście osiadłych, na szubienicę skazano. Całe to wydarzenie było opisane w aktach miejskich, które w 1842 w czasie pożaru zgorzały. Do starożytnych wspomnień tutejszych należy i to, że w miejskim sądzie osieckim miały przywilej zasiadać i sądzić kobiety. W kościele parafjalnym jest godnym widzenia wielki ołtarz pięknej snycerskiej roboty XVI wieku, w którym zamiast obrazu umieszczona jest starożytna rzeźba, wyobrażająca świętą familję. Ludność Osieka wynosi 1200 mieszkańców.

Miasto wymieniane w Słowniku geograficznym Królestwa Polskiego i innych krajów słowiańskich w dwóch tomach, pod koniec XIX wieku i na początku XX wieku.

OSIEK, osada miejska, przedtem miasteczko, powiat sandomierski, gmina i parafia Osiek, odległość 30 wiorst od Sandomierza a 14 wiorst od Staszowa, leży na krawędzi wyżyny panującej nad doliną Wisły, od której koryta dzieli je cała szerokość doliny (około 2 wiorst). Żadna droga bita nie prowadzi do tej odosobnionej od świata osady. Jest tu kościół parafialny murowany, szkoła początkowa ogólna, dom schronienia dla ubogich, urząd gminny, 121 domów, 1068 mieszkańców, 744 morgi ziemi do mieszczan należącej. W 1827 roku było (tu) 142 domy, 850 mieszkańców; w 1860 roku 133 domy drewniane, 919 mieszkańców (174 żydów). Jestto starożytna osada. Tędy szedł trakt dawny z Krakowa do Sandomierza. Ztąd często zatrzymywali się tu książęta krakowscy i królowie i odprawiali tu nawet rady (colloquia). Musiał widocznie znajdować się tu gród czy zamek książęcy. Skupiona koło niego osada wzrastała w ludność. Przywilej Bolesława Wstydliwego wydany klasztorowi pokrzywnickiemu w 1262 roku datowany jest z Osieka. Na potwierdzeniu przywilejów tegoż klasztoru przez Leszka Czarnego w 1283 roku, czytamy w końcu: „in colloqia celebrato in Osiek die XI februarii”. Z następnego (1284) roku mamy potwierdzenie przywilejów kollegiaty sandomierskiej, datowane: „Curie nostre, in Osiek, kalendis Aprilis”. Że jednak wtedy Osiek nie był jeszcze miastem a tylko wsią królewską, świadczy nadanie wsi Kębłów, Stanisławowi z Chrobrza, przez Leszka Czarnego w 1285 roku, gdzie oświadcza, że nadana mu wieś będzie miała też same swobody co „Osek vel Chorem” (porównaj Kodex Małopolski, 77, 124, 126, 130). Kazimierz Wielki przebudował tutejszy zamek i często w nim gościł. W 1370 roku, wracając z nieszczęśliwych łowów pod Przedborzem, tu się zatrzymał i ze znacznem pogorszeniem zdrowia wyjechał ztąd do Krakowa na Korczyn. Roku 1430 nadając Jagiełło miastu prawo niemieckie, ustanawia targ we środę, jako też jarmarki na ś. Piotra w okowach i na ś. Gala, po 3 dni trwać mające. Władysław Jagiełło w przywileju 1440 roku wyraża: ponieważ okazało się z zeznań, iż obywatele Osszieka nigdy nie opłacali targowego w Opatowie, ani mostowego w Połańcu, stanowimy przeto, aby tamże niewymagano od nich takowych opłat. A nadto: pragnąc podźwignąć zubożałych mieszkańców, pozwalamy im kupować sól w Bochni i sprzedawać ją u siebie. Jan Olbracht pozwala 1497 roku wystawić łaźnią, przeznacza z niej dochód na użytek miasta, pod obowiązkiem opłacania do skarbu królewskiego po 3 wiardunki rocznie. Zygmunt I mając wzgląd na świeżo spalone miasto, uwalnia je 1518 roku od wszelkich danin i poborów na lat 8, wyjąwszy od nowego cła i czopowego. Miasteczko to, do stołowych dóbr królewskich należące, w najpomyślniejszych czasach pozbawione było przemysłu; lustracya z 1564 roku wzmiankując tylko o 8 rzeźnikach, zamilcza o rzemieślnikach. Między dochodami policza: „staw, w nym karpye, sczuky, kliescze, liny, okunye. Spusth trzeciego roku cziny mar. 90. Jezior 4 nad Wiszlą lyezą, s ktorich szie sthawy rybią y na potrzebe kuchniey P. Starosthi y do szadzawek obraczayą, a ostatek przedawayą, czego cziny na rok plus minus mar. 10. Zaczętho barczie budowacz nad Wiszlą w dembinye. Dawayą od bydła kiedy stada zoną, w boru Bukowskym, albo w lieszie Jeziownyczkym od paszy, od stada citra aut ultra per gr. 5 aut 6”. Według regestru poborowego z 1578 roku płacił Osiek szosu „in duplo” 12 fl. 24 gr. Rzemieślników 56 dawało po 15 gr. Komorników było 30 po 6 gr., warzących wódkę 3, łanów miejskich 4, hultajów 2, żebraczki 2 (Pawiński, Małopolska, 205). Podług lustracyi z 1602 roku znajdowało się 2 rzeźników, opłacających po 1 zł., wójt pobierał 6ty denar z czynszu miejskiego, dochód zaś z łaźni i od pędzących gorzałkę, których jest czterech, należy do miasta, pod obowiązkiem naprawiania dróg pobliskich. „Z iezior prowenth zagynął, bo niektóre zaliazły, drugie graniczamy odeszły, iedno telko ieszce iest, ale nieuzythe prze zaroszl. Barczi dworskich na then czas niemasz, częsc opustoszało, częsc graniczami odeszło. Wkupuią szie z postronnych wszi do borow na szusz, ktorego wkupu dostawa sie fl. 40. Od bydła które pędzą na iarmarki biorą passnego od stada per gr. 5, dostawa szie na rok fl. 6”. Zygmunt III wzbrania żydom 1605 roku pod surowemi karami, ażeby nie ważyli się osiadać; mieszczanom zaś zakazuje sprzedawać im domy, ogrody, łąki i wynajmywać mieszkanie. Podczas pamiętnego rokoszu, stanął Zygmunt obozem w Osieku przy końcu września 1606 roku; zmiarkowawszy, iż związkowi łudzą go tylko nadzieją ugody, ruszył ztąd dla śledzenia ich dalszych kroków. Tenże król mając wzgląd na miasto, przez różne przygody do zupełnego zniszczenia przywiedzione (per varios casus ad summam plane vastitatem redactum), przyczynia 1623 roku dwa nowe jarmarki. Lustracya 1663 roku podaje: „miasto zasiadło na 3 łanach, domow iest 53, rzeznikow 2, piekarzow 10, slosarz, kowalow 2, kusnierz, szewcow 6, garncarzow 2, tkaczow 2, krawcow 2, cyrulik, stolarzow 2. Ci rzemiesnicy czynszu zadnego nie płacą nescitur quo jure. Bań gorzałczanych 5, prowent roczny od kazdey baniey po fl. 2, nalezy do miasta za przywiley 1603 roku ita tamen ut hoc censum in publicos civitatis usus convertant. Powinni sie składać miesczanie na wuz woienny z Połanczany, opatrzony z ziwnoscią, z woznicą y dwiema haydukamy. Maią quit Postagenta pieniędzy podwodnych exactora, z zapłacenia takowych fl. 57 gr. 18 za lat trzy”. Z zabytków przeszłości godzien uwagi mały kościołek na cmentarzu, modrzewiowy, dawniejszy od parafialnego, zniszczonego wraz z miastem przez pożar. W kościołku tym jest piękny wielki ołtarz z XVI wieku ze starożytną rzeźbą przedstawiającą Świętą Rodzinę. Są tu resztki dawnego składanego ołtarza, z czterema obrazami godnymi uwagi przez starożytność i samą robotę. Kościół parafialny, tutejszy erygował przed 1440 rokiem proboszcz Paweł Szmytowski herbu Ostoja; obecny wystawili w 1852 roku parafianie. Do Osieka odnosi się też owa przysłowiowa przypowiastka o powieszeniu kowala zamiast ślusarza, winowajcy, ale jedynego w mieście. Dobra rządowe rozdzielone zostały na kilka części i główną z nich, majorat, nadano w roku 1832 senatorowi Pogodinowi. W 1866 roku był w posiadaniu Aleksandry z Pogodinów Pietrowej. W skład majoratu wchodziły: folwark z wójtostwem Osiek, folwark Bukowo, Wiązownica i następujące wsie: Osieczko osad 48, z gruntem mórg 791; Buków osad 49, z gruntem mórg 648; Pliskowola osad 163, z gruntem mórg 2455; Suchowola osad 114, z gruntem 2377; Zdzieci osad 41, z gruntem mórg 363; Strzegomsk osad 8, z gruntem mórg 89; Mikołajew osad 11, z gruntem mórg 342. Przy dobrach Osiek rządowy podług wiadomości z roku 1854 pozostały wsie: Długołęka, Wiązownica, Strzegom; sołectwa: w Długołęce, Wiązownicy, Strzegomiu. Oprócz powyższych wsi, wydzielono na donacye: klucz Strzegom i Połaniec. Osiek parafia, dekanat sandomierski, 3895 dusz. Osiek gmina, z urzędem we wsi Osieczko, ma 6070 mieszkańców, rozległości 17 916 mórg, w tem ziemi dworskiej 6525 mórg. Sąd gminny okręg III w Łoniowie, stacya pocztowa Staszów. Na obszarze gminy są 4 jeziora, mające do 100 mórg obszaru. Koło Osieka znajduje się piaskowiec opoczysty. Z zakładów przemysłowych znajduje się: gorzelnia, dystylarnia, olejarnia, piece wapienne, cegielnia i młyn. Są też dwie szkoły. W skład gminy wchodzą: Bukowa, Długołęka, Dzięki, Lipnik, Łęg, Mikołajew, Osieczko, Osiek, Pliskowola, Strzegom i Suchowola.

OSIEK, roku 1274 Hosek, miasteczko, powiat sandomierski. Bawi tu roku 1253 Bolesław książę krakowski i nadaje biskupowi kujawskiemu prawo założenia miasta w kasztelanii łagowskiej na tych prawach jakie biskup krakowski otrzymał dla Tarczka (Kodex Małopolski, II, 91). Kościół parafialny wymieniony śród innych w dokumentów z roku 1387 (K. W. n. 1862). O starożytności jego fundacyi świadczy szczegół podany przez Długosza, iż mieszczanie z Bochni obowiązani byli dawać 12 grzywien temuż kościołowi co rok na św. Marcina, lecz później zwolnieni zostali z tej opłaty. Paweł Smylowski pleban, fundator kościoła, który stał za czasów Długosza, zwracał się do Rzymu dla odzyskania tej opłaty, lecz król Kazimierz przeszkodził mu w tych staraniach (Liber Beneficiorum, II, 323). Obacz Żabno. (…) Żabno, miasteczko, powiat tarnowski. Roku 1274 Bolesław, książę krakowski, nadaje komesowi Swiętosławowi, synowi Klemensa, dziedzictwo zwane „Shambno cum Zirava" (Kodex Małopolski, II, str. XLIII). Akt wydany był w Osieku.

Na podstawie ww. informacji z 1886 roku – Osiek to osada miejska, która w 1864 roku straciła prawa miejskie. W tym samym roku Osieczko zostało siedzibą gminy, do której należały następujące wioski: Bukowa, Długołęka, Dzięki, Lipnik, Łęg, Mikołajew, Osieczko, Osiek, Pliskowola, Strzegom i Suchowola.
W 1921 mieszkały tu 1352 osoby. W 1929 funkcjonował kościół i synagoga. Synagoga wymagała gruntownego remontu, gdyż w poprzednich latach służyła za przytułek.
Osiek doznał dużych zniszczeń w czasie obu wojen światowych. Wielokrotne pożary sprawiły, że nie zachował się praktycznie żaden zabytek. Na uwagę zasługuje renesansowy ołtarz w bocznej kaplicy kościoła św. Stanisława, przeniesiony z rozebranego starego kościoła.
W latach 1975–1998 miasto administracyjnie należało do woj. tarnobrzeskiego.
1 lipca 1994 r. Osiek, po 125 latach, odzyskał prawa miejskie. Oddano w tym czasie do użytku nowoczesną szkołę, a także nowy budynek Urzędu Miasta i Gminy Osiek. 13 października 2007 r. oddano do użytku halę sportową połączoną z budynkiem Publicznego Gimnazjum.

## Struktura powierzchni
Według danych z lat 1995–2005 miasto Osiek ma obszar od 17,42 do 17,44 km². W ciągu tego okresu zmniejszył się procentowy udział użytków rolniczych (z 85,8% w 1995 do 80,1% w 2005), na rzecz zwiększenia się areału lasów (z 9,9% w 1995 do 12,3% w 2005, przy czym zwiększył się on w stosunku do roku 1998 z 2,4%) oraz nieużytków (z 4,3% w 1995 do 7,6% w 2005, przy czym zmniejszył się on w stosunku do lat 2000 do 2002 z 13,2%). Część użytków rolnych (m.in. gruntów ornych) i nieużytków wykorzystana została pod zabudowę miejską, w tym celu wykarczowano też znaczne połacie leśne. Jednak bardzo niska opłacalność/dochodowość z areału użytków rolnych wymusiła na mieszczanach-rolnikach działania na rzecz odłogowania (znaczna część z nich przebranżowiła się) oraz zadrzewiania znacznych połaci swoich domostw; trendu tego nie powstrzymały dopłaty bezpośrednie z UE.

| WYSZCZEGÓLNIENIE | WYSZCZEGÓLNIENIE | WYSZCZEGÓLNIENIE               | WYSZCZEGÓLNIENIE               | WYSZCZEGÓLNIENIE               | J. m.            | STRUKTURA POWIERZCHNI (w latach według rodzaju rolniczej działalności) | STRUKTURA POWIERZCHNI (w latach według rodzaju rolniczej działalności) | STRUKTURA POWIERZCHNI (w latach według rodzaju rolniczej działalności) | STRUKTURA POWIERZCHNI (w latach według rodzaju rolniczej działalności) | STRUKTURA POWIERZCHNI (w latach według rodzaju rolniczej działalności) | STRUKTURA POWIERZCHNI (w latach według rodzaju rolniczej działalności) | STRUKTURA POWIERZCHNI (w latach według rodzaju rolniczej działalności) | STRUKTURA POWIERZCHNI (w latach według rodzaju rolniczej działalności) | STRUKTURA POWIERZCHNI (w latach według rodzaju rolniczej działalności) | STRUKTURA POWIERZCHNI (w latach według rodzaju rolniczej działalności) | STRUKTURA POWIERZCHNI (w latach według rodzaju rolniczej działalności) |
| WYSZCZEGÓLNIENIE | WYSZCZEGÓLNIENIE | WYSZCZEGÓLNIENIE               | WYSZCZEGÓLNIENIE               | WYSZCZEGÓLNIENIE               | J. m.            | 1995                                                                   | 1996                                                                   | 1997                                                                   | 1998                                                                   | 1999                                                                   | 2000                                                                   | 2001                                                                   | 2002                                                                   | 2003                                                                   | 2004                                                                   | 2005                                                                   |
| ---------------- | ---------------- | ------------------------------ | ------------------------------ | ------------------------------ | ---------------- | ---------------------------------------------------------------------- | ---------------------------------------------------------------------- | ---------------------------------------------------------------------- | ---------------------------------------------------------------------- | ---------------------------------------------------------------------- | ---------------------------------------------------------------------- | ---------------------------------------------------------------------- | ---------------------------------------------------------------------- | ---------------------------------------------------------------------- | ---------------------------------------------------------------------- | ---------------------------------------------------------------------- |
| I.               | OGÓŁEM           | OGÓŁEM                         | OGÓŁEM                         | OGÓŁEM                         | ha               | 1742                                                                   | 1 744                                                                  | 1 744                                                                  | 1 744                                                                  | 1 744                                                                  | 1 744                                                                  | 1 744                                                                  | 1 744                                                                  | 1 744                                                                  | 1 744                                                                  | 1 744                                                                  |
| I.               | OGÓŁEM           | OGÓŁEM                         | OGÓŁEM                         | OGÓŁEM                         | %                | 100                                                                    | 100                                                                    | 100                                                                    | 100                                                                    | 100                                                                    | 100                                                                    | 100                                                                    | 100                                                                    | 100                                                                    | 100                                                                    | 100                                                                    |
| II.              | UŻYTKI ROLNE     | UŻYTKI ROLNE                   | UŻYTKI ROLNE                   | UŻYTKI ROLNE                   | UŻYTKI ROLNE     | UŻYTKI ROLNE                                                           | UŻYTKI ROLNE                                                           | UŻYTKI ROLNE                                                           | UŻYTKI ROLNE                                                           | UŻYTKI ROLNE                                                           | UŻYTKI ROLNE                                                           | UŻYTKI ROLNE                                                           | UŻYTKI ROLNE                                                           | UŻYTKI ROLNE                                                           | UŻYTKI ROLNE                                                           | UŻYTKI ROLNE                                                           |
| II.              | 1.               | Powierzchnia użyt- ków rolnych | Powierzchnia użyt- ków rolnych | Powierzchnia użyt- ków rolnych | ha               | 1494                                                                   | 1514                                                                   | 1481                                                                   | 1480                                                                   | 1480                                                                   | 1461                                                                   | 1461                                                                   | 1461                                                                   | 1456                                                                   | 1448                                                                   | 1398                                                                   |
| II.              | 1.               | Powierzchnia użyt- ków rolnych | Powierzchnia użyt- ków rolnych | Powierzchnia użyt- ków rolnych | %                | 85,8                                                                   | 86,8                                                                   | 84,9                                                                   | 84,9                                                                   | 84,9                                                                   | 83,8                                                                   | 83,8                                                                   | 83,8                                                                   | 83,5                                                                   | 83                                                                     | 80,1                                                                   |
| II.              | 1.               | –                              | grunty orne                    | grunty orne                    | ha               | 1165                                                                   | 1268                                                                   | 1165                                                                   | 1164                                                                   | 1164                                                                   | 1147                                                                   | 1147                                                                   | 1147                                                                   | 971                                                                    | 970                                                                    | 920                                                                    |
| II.              | 1.               | –                              | grunty orne                    | grunty orne                    | %                | 78                                                                     | 83,7                                                                   | 78,7                                                                   | 78,7                                                                   | 78,7                                                                   | 78,5                                                                   | 78,5                                                                   | 78,5                                                                   | 66,7                                                                   | 67                                                                     | 65,8                                                                   |
| II.              | 1.               | –                              | sady                           | sady                           | ha               | 18                                                                     | 33                                                                     | 18                                                                     | 18                                                                     | 18                                                                     | 18                                                                     | 18                                                                     | 18                                                                     | 31                                                                     | 31                                                                     | 31                                                                     |
| II.              | 1.               | –                              | sady                           | sady                           | %                | 1,2                                                                    | 2,2                                                                    | 1,2                                                                    | 1,2                                                                    | 1,2                                                                    | 1,2                                                                    | 1,2                                                                    | 1,2                                                                    | 2,1                                                                    | 2,1                                                                    | 2,2                                                                    |
| II.              | 1.               | –                              | łąki                           | łąki                           | ha               | 197                                                                    | 156                                                                    | 191                                                                    | 191                                                                    | 191                                                                    | 189                                                                    | 189                                                                    | 189                                                                    | 347                                                                    | 347                                                                    | 347                                                                    |
| II.              | 1.               | –                              | łąki                           | łąki                           | %                | 13,2                                                                   | 10,3                                                                   | 12,9                                                                   | 12,9                                                                   | 12,9                                                                   | 13                                                                     | 13                                                                     | 13                                                                     | 23,8                                                                   | 24                                                                     | 24,8                                                                   |
| II.              | 1.               | –                              | pastwiska                      | pastwiska                      | ha               | 114                                                                    | 57                                                                     | 107                                                                    | 107                                                                    | 107                                                                    | 107                                                                    | 107                                                                    | 107                                                                    | 107                                                                    | 100                                                                    | 100                                                                    |
| II.              | 1.               | –                              | pastwiska                      | pastwiska                      | %                | 7,6                                                                    | 3,8                                                                    | 7,2                                                                    | 7,2                                                                    | 7,2                                                                    | 7,3                                                                    | 7,3                                                                    | 7,3                                                                    | 7,4                                                                    | 6,9                                                                    | 7,2                                                                    |
| II.              | LASY             | LASY                           | LASY                           | LASY                           | LASY             | LASY                                                                   | LASY                                                                   | LASY                                                                   | LASY                                                                   | LASY                                                                   | LASY                                                                   | LASY                                                                   | LASY                                                                   | LASY                                                                   | LASY                                                                   | LASY                                                                   |
| II.              | 1.               | Lasy i grunty leśne            | Lasy i grunty leśne            | Lasy i grunty leśne            | ha               | 172                                                                    | 45                                                                     | 52                                                                     | 42                                                                     | 44                                                                     | 53                                                                     | 53                                                                     | 53                                                                     | 133                                                                    | 143                                                                    | 214                                                                    |
| II.              | 1.               | Lasy i grunty leśne            | Lasy i grunty leśne            | Lasy i grunty leśne            | %                | 9,9                                                                    | 2,6                                                                    | 3                                                                      | 2,4                                                                    | 2,5                                                                    | 3                                                                      | 3                                                                      | 3                                                                      | 7,6                                                                    | 8,2                                                                    | 12,3                                                                   |
| III.             | POZOSTAŁE GRUNTY | POZOSTAŁE GRUNTY               | POZOSTAŁE GRUNTY               | POZOSTAŁE GRUNTY               | POZOSTAŁE GRUNTY | POZOSTAŁE GRUNTY                                                       | POZOSTAŁE GRUNTY                                                       | POZOSTAŁE GRUNTY                                                       | POZOSTAŁE GRUNTY                                                       | POZOSTAŁE GRUNTY                                                       | POZOSTAŁE GRUNTY                                                       | POZOSTAŁE GRUNTY                                                       | POZOSTAŁE GRUNTY                                                       | POZOSTAŁE GRUNTY                                                       | POZOSTAŁE GRUNTY                                                       | POZOSTAŁE GRUNTY                                                       |
| III.             | 1.               | Pozostałe grunty i nieużytki   | Pozostałe grunty i nieużytki   | Pozostałe grunty i nieużytki   | ha               | 76                                                                     | 185                                                                    | 211                                                                    | 222                                                                    | 220                                                                    | 230                                                                    | 230                                                                    | 230                                                                    | 155                                                                    | 153                                                                    | 132                                                                    |
| III.             | 1.               | Pozostałe grunty i nieużytki   | Pozostałe grunty i nieużytki   | Pozostałe grunty i nieużytki   | %                | 4,3                                                                    | 10,6                                                                   | 12,1                                                                   | 12,7                                                                   | 12,6                                                                   | 13,2                                                                   | 13,2                                                                   | 13,2                                                                   | 8,9                                                                    | 8,8                                                                    | 7,6                                                                    |

## Geografia
Gmina Osiek przedstawia formę wydłużoną w kierunku z północo-wschodu na południo-zachód. Od wschodu i południowo-wschodu opływa ją rzeka Wisła, przybierając z gminy rzekę Trzciankę i Bukowiankę. Obszar gminy wynosi 129,33 km² z 7960 ludności. Przeciętnie na 1 km² przypada 61,3 mieszkańców (ogół województwa wynosi 111 osób/km², a na powiat – 83,8 osób/km²), a zatem jest średnio zaludniony. Sąsiednimi gminami są: od południowego wschodu Łoniów, od północy Klimontów, od zachodu: Staszów, Rytwiany i Połaniec, a od południa w ramach województwa podkarpackiego: Padew Narodowa, Gawłuszowice oraz Baranów Sandomierski. Od 1994 r. jest gminą miejsko-wiejską.
Miasto Osiek położone jest prawie na krańcu gminy w części północno-zachodniej, na przeciwległym zaś krańcu leży miasto Staszów i Połaniec, jest to południowo-wschodnia część województwa świętokrzyskiego. Leży ono na skrzyżowaniu dróg do: Sandomierza, Tarnobrzega, Rzeszowa, Staszowa, Połańca, Buska-Zdroju i Krakowa. Administracyjnie w powiecie staszowskim (14% powierzchni powiatu), geograficznie i historycznie w Ziemi Sandomierskiej, która uznawana jest za obszar regionalny Kotliny Sandomierskiej, a w jej ramach jako część Wyżyny Sandomierskiej, dalej której częścią jest Nizina Nadwiślańska zwana Powiślem.
Około 17% powierzchni ogólnej gminy jest obszarem w znacznej części zdegradowanym w wyniku prowadzenia działalności górniczej Kopalni „Siarkopol” Osiek na złożu siarki rodzimej.
Od obszaru Powiśla powyżej Połańca (w kierunku Łubnic) rozciąga się nieznaczna część wielkiej niziny, zwanej Stopnicką (o szerokości około 8 km²), dalej w ramach Niziny Nadwiślańskiej (o powierzchni 138 km²) rozpościera się aż pod Połaniec niewielka Nizina Winnicka o powierzchni około 2,5 km² a następnie Tursko-Osiecka – 36,5 km², Koprzywnicka – 43,6 km², Skotnicka – 30,3 km², Sandomierska – 1,3 km², Dwikozka od Kamienia Mściowskiego do ujścia Opatówki – 10, 8 km² i od Opatówki poza Winiary – Winiarska 4 km². Na terenie tym występują jeziorka i łachy wiślane, np. pod Matjaszowem, Łęgiem, Lipnikiem itp. z typem rzeźnym krajobrazu (na tych nizinach) dość duże obszary zajmują płaskie doliny rzeczne będące miejscem akumulacji osadów rzecznych. We współczesnych dolinach rzecznych oraz pradolinach pochodzących z epoki lodowcowej bardzo często znajdują się wydmy (np. Korea).
Na terenie gminy i w bezpośrednim jej sąsiedztwie występują liczne naturalne zbiorniki wodne, w tym: jezioro Osieckie o powierzchni 116000 m i jezioro Matiaszowskie o powierzchni 90000 m, a w obrębie doliny Wisły znajdują się tereny podmokłe. Występują tu także liczne cieki o mniejszym zasięgu odwadniania. Wszystkie one ostatecznie trafiają ze swoimi wodami do Wisły.
Klasa czystości wody różni się od planowanej pierwszej. W rzeczywistości kwalifikuje się do klas II i III. Dopływy Wisły jako pozaklasowe lub na granicy klasy III-ej z tendencją do poprawy. Wody z poziomów w odnośnych trzecio- i czwartorzędowego, z uwagi na wysoką mineralizację, a także obecność siarkowodoru wymagają dla celów konsumpcyjnych uzdatnienia.
Nizina Nadwiślańska obejmująca na terenie gminy (tylko niewielki fragment Niziny Koprzywnickiej – 2,6 km² oraz prawie całą Nizinę Tursko-Osiecką – 31,5 km²) jest zróżnicowana glebowo jednak z przewagą gleb lepszych tzw. pszennych, mad wiślanych, powiślanych glinek. W zamierzchłych czasach zamożność mieszkańców zależna była od jakości gleby (gleby żyzne oznaczały dobrobyt – zaś płowe piaski zazwyczaj biedę). Głównie wiślane pszenne gleby (plus niewielki odsetek glinki (iłu ceglanego) od Parysówki ku Bukowej) dawały ludziom dobrobyt, co wyraźnie zauważyć można było w formie zabudowy. Rozwijało się tu więc sadownictwo, uprawa buraków cukrowych (odbierała je cukrownia Szwagrów) i pszenicy (w dwóch kierunkach Długołęka – Otoka Gągolińska i Sworoń – Niekurza), cegielnictwo (Grabowiec, Zawidza). Zatem ta część gminy, mając gleby urodzajne, nie posiada zupełnie lasów. Dlatego na Powiślu ludność sadzi wierzby, a raczej je palikuje, w niewielkim stopniu zaś zadrzewia a częściej karczuje koryto Wisły w poszukiwaniu drwa opałowego. Dziś nie spotyka się na pobrzeżu plantacji wikliny. W południowo-zachodniej części Gminy spotykamy większe i typowe już lasy (dawne Nadleśnictwo w Dziękach), las Bukowski oraz fragmenty dóbr Radziwiłłowskich (ówczesnego Zarządu w Rytwianach) las Tursko-Ossalski. Na tych terenach lessowych znajdujemy osobliwości florystyczne (dawne krzyże przydrożne i figurki). Niestety tylko w niewielkim stopniu północno-zachodnia część urozmaicona jest oryginalnymi jarami o pionowych wysokich ścianach wśród lessów, które nadają swoiste piętno temu krajobrazowi (okolice Grabowca).
Z minerałów występują tu: piaskowce, drobno- i gruboziarniste wapienie, gipsy poza tym kwarcyty, iły i gliny.
W kierunku z północy na południe występują wyraźne różnice gleby: północna część od wsi Bukowej, w kierunku Grabowca posiada gleby urodzajne, lössowe tzw. sandomierskie (z wyłączeniem pewnych fragmentów lasów i mokradeł, zamykając je niewielką dolinką przed Parysówką przeznaczoną współcześnie na cegielnie); południowa zaś część tj. okolice Osieka, Suchowoli, Mucharzewia po Tursko Wielkie i Strużki, z wyjątkiem niziny nadwiślańskiej, posiada gleby lekkie piaszczyste. Tu lotne piaski dają duże połacie nieużytków, np. między Osiekiem i Niekrasowem itp. Gęsto zalesione są obszary od Strużek w kierunku Ossali-Lesisko.
Miasto i Gmina Osiek wyróżnia się bogactwem wykopalisk archeologicznych w różnych punktach i z różnych epok, m.in. pod Lipnikiem (znaleziono naczynia i narzędzia pracy z dawnego grodu wiślańskiego) czy pod Niekrasowem Ukazowym (znaleziono tu narzędzia krzemienne z epoki kamiennej).
Według podziału fizyczno-geograficznego Polski Miasto i Gmina Osiek obejmuje swoim zasięgiem znaczną część mezoregionu Niecki Połanieckiej, należącej do bardziej rozległego makroregionu Niecki Nidziańskiej (Niecka Połaniecka stanowi jej wschodni obszar). Dla gminy są to okolice od Osieka po Ossalę-Lesisko, tzw. słabe gleby piaszczyste porosłe głównie lasami, lub stanowiące nieużytki po niżej 200 m n.p.m. do 170 m.
Południowo-wschodnie i wschodnie obrzeża Miasta i Gminy Osiek ogranicza rzeka Wisła biegnąca zagłębieniem Niecki Nadwiślańskiej (tzw. Niziny Nadwiślańskiej zwanej Powiślem), wchodzącej w skład makroregionu Kotliny Sandomierskiej (Wyżyny Sandomierskiej); w tej Nizinie Nadwiślańskiej (z odpowiednim podziałem, tj. ze sporą częścią Niziny Tursko-Osieckiej i z niewielkim udziałem Niziny Koprzywnickiej).
Zachodnią część Miasta i Gminy Osiek przecina rzeka Trzcianka zwana Strzegomką (historycznie zwana Ossolą) z prawostronnymi dopływami różnych cieków wodnych. Natomiast centralną częścią Gminy Osiek biegnie Bukowianka. Obydwie rzeki łączą się w Wiśle, pierwsza w okolicach Sworonia, a druga w okolicach Długołęki, a następnie wpadają do morza. Poprzez wschodnie obszary Gminy Osiek nie przepływa już żadna rzeka, ale w okolicach Bukowej lokalne strugi wodne zasilają rzekę Kacankę, uchodzącą do większej jeszcze rzeki Koprzywianki. W granicach Gminy Wisła również zbiera pomniejsze strugi wodne w różnych kanałach odpływowych. Oprócz niektórych odcinków są one zabezpieczone wałami ziemnymi od rozlewu wielkich wód Wisły.
Zatem przez Miasto i Gminę Osiek przebiega podział na dwa odrębne i skrajne krajobrazy: żyzny – pszeniczny nadwiślański i płowych piasków – lesistych nieużytków, ze znacznym przyrostem powierzchni 1 m na każdy 1 km². Taki też jest podział na główne mezaobszary Niecki Połanieckiej (Niziny Stopnickiej będącej w małym stopniu dorzeczami rzeki Czarnej Staszowskiej), a w pozostałym Niziny Nadwiślańskiej. Z kolei obszary gór i wyżyn w większości ukształtowała rzeźba starsza (przedczwartorzędowa). Obejmuje ona okolice Mucharzewia – Niekrasowa po Ossalę-Lesisko. Gmina w niewielkiej tylko części z całości przedstawia wyżynę (część tzw. Wyżyny Sandomierskiej) przechodzącą niewiele ponad 200 m n.p.m. (okolice wsi Bukowa i samej wsi), urozmaiconą dolinami rzeczek, wąwozami, wydmami itp. Ta wyżyna w trzech punktach dochodzi stromo do Wisły, a mianowicie pod Winnicą (Połańcem), Sandomierzem (Pieprzówkami) oraz Zawichostem. Wzdłuż Wisły w granicach gminy rozciąga się Nizina Nadwiślańska tzw. Powiśle, dochodząca do 4, a nawet 5 km szerokości o ogólnym obszarze około 138 km². Nizina ta dzieli się na szereg mniejszych, jak np.: Winnicką, Tursko-Osiecką, Koprzywnicką, Skotnicką, Dwikozką.
Szata drogowa uległa znacznej modyfikacji na przestrzeni ostatniego 25-lecia, jednak nadal pozostawia wiele do życzenia, drogi gruntowe w pewnych porach roku (wiosna, jesień) są wprost nie do przebycia wskutek glinowo-lessowego gruntu. Na lotnych piaskach jest to okres letni, kiedy piaszczysty grunt utrudnia poruszanie się przy braku odpowiedniego podłoża i jego utwardzenia.
Pod względem komunikacyjnym Gmina jest uboga, bowiem dróg asfaltowych jest za mało, zaledwie kilkaset kilometrów; ciągną się one głównie na odcinkach głównych arterii komunikacyjnych Kraków—Sandomierz, Osiek—Jędrzejów, obejmują również pozostałe lokalne połączenia od głównych linii komunikacyjnych i w innych punktach, a które niewątpliwie doczekają się za lat kilkanaście połączenia szosowego.
Gmina Osiek położona jest w obrębie regionu klimatycznego zwanego Dzielnicą Sandomiersko-Rzeszowską w rejonie środkowej i wschodniej części Kotliny Sandomierskiej. Jest to obszar wyraźnie cieplejszy od terenów położonych na północ i wschód. Na wilgotność i temperaturę powietrza bezpośredni wpływ ma ukształtowanie terenu, co wpływa, także na długość okresu wegetacyjnego. Z dotychczasowych badań stacji meteorologicznych w Staszowie i Sandomierzu wynika, że średnioroczna temperatura wynosi 7,3 do 7,7 °C i jest o 0,2-0,5 stopnia wyższa od Dzielnic sąsiednich. Występują tu różnice miejscowe wynikające z rzeźby terenu, stopnia zalesienia, głębokości występowania wód gruntowych. Przewietrzenie terenu dobre. Niekorzystną charakterystykę posiadają tereny zboczy o spadkach powyżej 10% oraz ekspozycji północnej. Dolina Wisły ma nieco gorsze od średnich gminy warunki klimatyczne z uwagi na płytkie występowanie wód gruntowych, większą wilgotność a także spływ chłodnych mas powietrza.
Stopień zanieczyszczenia atmosfery jest dość znaczny na terenie gminy i uzależniony od ilości emitowanych na danym obszarze zanieczyszczeń, technicznych warunków ich odprowadzania, a także istniejącego transportu drogowego i kolejowego. Do uciążliwych dla atmosfery, z wpływem na teren gminy Osiek należy zaliczyć: Kopalnię Siarki: „Osiek”, „Piaseczno” oraz „Machów”, Elektrownię „Połaniec” (1600 MW; 5,5 mln t węgla), Kopalnię i Zakłady Chemiczne w Grzybowie i Machowie, Kotłownie Osiedlowe i Zakładowe w Staszowie, Połańcu, Koprzywnicy, Klimontowa, a nawet w Mielcu i Tarnobrzegu. Dlatego roczny opad pyłu wynosi ponad mln 157 t/km³.
Na terenie gminy zlokalizowane są zabytki, pomniki przyrody podlegające ścisłej ochronie konserwatorskiej a wpływające na atrakcyjność urbanistyczną gminy: rynek z wybiegającymi zeń ulicami, układ przedmieścia zwany Osieczko, zespół kościelny: Osiek (z lipą z 1612 r. przy kościele), Niekrasów, układ podziałów pofolwarcznych oraz jakakolwiek działalność związana z pracami ziemnymi na terenach domniemanego usytuowania zamku, szpitala i cmentarza, spichlerz w Szwagrowie, Dom Pracy Twórczej Józefy i Adama Kwiatkowskich w Ossali, Izba i Dom Pamięci Adama Bienia w Ossali. Należy również włączyć w ciągi zabytków przydrożne figury i kapliczki. Jako pomniki przyrody uznano, np. dąb w Ossali, około 550 lat, rezerwat przyrody „Zamczysko Turskie”, czy aleję jesionową z przydrożnymi figurami w Niekrasowie. Istotną wartością są miejsca pamięci – pomniki. Smutnym faktem jest brak turystyki, chociaż gmina posiada znaczące walory turystyczne, krajobrazowo-przyrodnicze i muzealne.
W XIX-wiecznym Osieku umiejscowione było małe jeziorko Bania – znane nam z oryginalnego opisu Ludwika Wolskiego z 1851 roku.

Jeziora w Królestwie Polskiém. (…) Jeziora Gubernii Radomskiéj. (…) Powiat Sandomierski.
Wszystkie jeziora powiatu tego leżą nad samą rzeką Wisłą lub w niewielkiéj od niéj odległości.
(…) W gminie Osiek znajdujemy pięć jezior: dwa we wsi Osieczko, nazwane Białe i Skopaniec, we wsi Łęk nazwane Brzeźnica, w Osieku Bania, we wsi Długołęka Gaj.
(…) Jezioro Bania, położone na płaszczyźnie rozległéj, w miejscu otwartém, wśród gruntów urodzajnych, obszerne jest morgów 3, głębokie stóp 4. Z trzech powyżéj opisanych jezior wpadają do niego małe strumienie, które znów z niego wypływają do Wisły. Nawet w czasie stopnienia śniegów i spadnienia nawalnych deszczów woda w jeziorze tém nie wzbiera. Podziemnéj kommunikacyi nie ma, źródła mineralne nie okazują się. Woda czysta, słodka, bez żadnego odoru, prawie zupełnie zarosła trzciną i innemi chwastami; z tegoto powodu ryb, chociaż jest ich dosyć, łowić nie można, a tém samém żadnych odnosić korzyści.
(…) Z wyliczenia takowego wypada, że w gubernii radomskiéj jest w ogóle jezior 59, rozległość ich włók 15, morgów 27; w tym: w powiecie sandomierskim jezior 31, rozległość ich włók 11, morgów 7. Wszystko to są jeziora mniejszéj wielkości; największe z nich Kozłowy dół ma obszerności morgów 70, po nim idzie Krzcińskie – morgów 50, daléj Słoniawa i Przewłockie po morgów 30; inne coraz mniejsze.

Ludwik Wolski, Biblioteka Warszawska. Pismo poświęcone naukom, sztukom i przemysłowi, t. I.

Miasto Osiek położone jest 14,9 km na północny wschód od Połańca; 18,4 km na zachód, południowy zachód od Tarnobrzega; 19,8 km na wschód od Staszowa i 24,9 km na zachód, północny zachód od Nowej Dęby leżąc na wysokości 180 m n.p.m.

## Demografia
Współczesna struktura demograficzna miasta Osiek na podstawie danych z lat 1995–2009 wedle roczników GUSu:

Rysunek 1.1 Populacja kobiet miasta Osiek w latach 1995–2009

Rysunek 1.2 Populacja mężczyzn miasta Osiek w latach 1995–2009

Rysunek 1.3 Populacja ogółem miasta Osiek w latach 1995–2009
| WYSZCZEGÓLNIENIE | WYSZCZEGÓLNIENIE | WYSZCZEGÓLNIENIE    | WYSZCZEGÓLNIENIE    | WYSZCZEGÓLNIENIE    | POPULACJA (w latach wedle mieszkańców i powierzchni, w wieku przed-, po- i produkcyjnym) | POPULACJA (w latach wedle mieszkańców i powierzchni, w wieku przed-, po- i produkcyjnym) | POPULACJA (w latach wedle mieszkańców i powierzchni, w wieku przed-, po- i produkcyjnym) | POPULACJA (w latach wedle mieszkańców i powierzchni, w wieku przed-, po- i produkcyjnym) | POPULACJA (w latach wedle mieszkańców i powierzchni, w wieku przed-, po- i produkcyjnym) | POPULACJA (w latach wedle mieszkańców i powierzchni, w wieku przed-, po- i produkcyjnym) | POPULACJA (w latach wedle mieszkańców i powierzchni, w wieku przed-, po- i produkcyjnym) | POPULACJA (w latach wedle mieszkańców i powierzchni, w wieku przed-, po- i produkcyjnym) | POPULACJA (w latach wedle mieszkańców i powierzchni, w wieku przed-, po- i produkcyjnym) | POPULACJA (w latach wedle mieszkańców i powierzchni, w wieku przed-, po- i produkcyjnym) | POPULACJA (w latach wedle mieszkańców i powierzchni, w wieku przed-, po- i produkcyjnym) | POPULACJA (w latach wedle mieszkańców i powierzchni, w wieku przed-, po- i produkcyjnym) | POPULACJA (w latach wedle mieszkańców i powierzchni, w wieku przed-, po- i produkcyjnym) | POPULACJA (w latach wedle mieszkańców i powierzchni, w wieku przed-, po- i produkcyjnym) | POPULACJA (w latach wedle mieszkańców i powierzchni, w wieku przed-, po- i produkcyjnym) |
| WYSZCZEGÓLNIENIE | WYSZCZEGÓLNIENIE | WYSZCZEGÓLNIENIE    | WYSZCZEGÓLNIENIE    | WYSZCZEGÓLNIENIE    | 1995                                                                                     | 1996                                                                                     | 1997                                                                                     | 1998                                                                                     | 1999                                                                                     | 2000                                                                                     | 2001                                                                                     | 2002                                                                                     | 2003                                                                                     | 2004                                                                                     | 2005                                                                                     | 2006                                                                                     | 2007                                                                                     | 2008                                                                                     | 2009                                                                                     |
| ---------------- | ---------------- | ------------------- | ------------------- | ------------------- | ---------------------------------------------------------------------------------------- | ---------------------------------------------------------------------------------------- | ---------------------------------------------------------------------------------------- | ---------------------------------------------------------------------------------------- | ---------------------------------------------------------------------------------------- | ---------------------------------------------------------------------------------------- | ---------------------------------------------------------------------------------------- | ---------------------------------------------------------------------------------------- | ---------------------------------------------------------------------------------------- | ---------------------------------------------------------------------------------------- | ---------------------------------------------------------------------------------------- | ---------------------------------------------------------------------------------------- | ---------------------------------------------------------------------------------------- | ---------------------------------------------------------------------------------------- | ---------------------------------------------------------------------------------------- |
| I.               | OGÓŁEM           | OGÓŁEM              | OGÓŁEM              | OGÓŁEM              | 2060                                                                                     | 2070                                                                                     | 2038                                                                                     | 2041                                                                                     | 1931                                                                                     | 1952                                                                                     | 1958                                                                                     | 1943                                                                                     | 1911                                                                                     | 1931                                                                                     | 1962                                                                                     | 1956                                                                                     | 1977                                                                                     | 1984                                                                                     | 1988                                                                                     |
| I.               | 1.               | Gęstość zaludnienia | Gęstość zaludnienia | Gęstość zaludnienia | 118,2                                                                                    | 118,8                                                                                    | 116,9                                                                                    | 117,1                                                                                    | 110,8                                                                                    | 112                                                                                      | 112,3                                                                                    | 111,5                                                                                    | 109,6                                                                                    | 110,8                                                                                    | 112,6                                                                                    | 112,2                                                                                    | 113,4                                                                                    | 113,8                                                                                    | 114,1                                                                                    |
| I.               | 2.               | W wieku             | W wieku             | W wieku             |                                                                                          |                                                                                          |                                                                                          |                                                                                          |                                                                                          |                                                                                          |                                                                                          |                                                                                          |                                                                                          |                                                                                          |                                                                                          |                                                                                          |                                                                                          |                                                                                          |                                                                                          |
| I.               | 2.               | a.                  | przedprodukcyjnym   | przedprodukcyjnym   | 532                                                                                      | 526                                                                                      | 503                                                                                      | 482                                                                                      | 502                                                                                      | 497                                                                                      | 487                                                                                      | 465                                                                                      | 451                                                                                      | 453                                                                                      | 457                                                                                      | 437                                                                                      | 443                                                                                      | 434                                                                                      | 431                                                                                      |
| I.               | 2.               | a.                  | –                   | w procencie (%)     | 25,8                                                                                     | 25,4                                                                                     | 24,7                                                                                     | 23,6                                                                                     | 26                                                                                       | 25,5                                                                                     | 24,9                                                                                     | 23,9                                                                                     | 23,6                                                                                     | 23,5                                                                                     | 23,3                                                                                     | 22,3                                                                                     | 22,4                                                                                     | 21,9                                                                                     | 21,7                                                                                     |
| I.               | 2.               | b.                  | produkcyjnym        | produkcyjnym        | 1130                                                                                     | 1131                                                                                     | 1119                                                                                     | 1137                                                                                     | 1085                                                                                     | 1113                                                                                     | 1133                                                                                     | 1152                                                                                     | 1139                                                                                     | 1159                                                                                     | 1194                                                                                     | 1210                                                                                     | 1211                                                                                     | 1230                                                                                     | 1238                                                                                     |
| I.               | 2.               | b.                  | –                   | w procencie (%)     | 54,9                                                                                     | 54,6                                                                                     | 54,9                                                                                     | 55,7                                                                                     | 56,2                                                                                     | 57                                                                                       | 57,9                                                                                     | 59,3                                                                                     | 59,6                                                                                     | 60                                                                                       | 60,9                                                                                     | 61,9                                                                                     | 61,3                                                                                     | 62                                                                                       | 62,3                                                                                     |
| I.               | 2.               | c.                  | poprodukcyjnym      | poprodukcyjnym      | 398                                                                                      | 413                                                                                      | 416                                                                                      | 422                                                                                      | 344                                                                                      | 342                                                                                      | 338                                                                                      | 326                                                                                      | 321                                                                                      | 319                                                                                      | 311                                                                                      | 309                                                                                      | 323                                                                                      | 320                                                                                      | 319                                                                                      |
| I.               | 2.               | c.                  | –                   | w procencie (%)     | 19,3                                                                                     | 20                                                                                       | 20,4                                                                                     | 20,7                                                                                     | 17,8                                                                                     | 17,5                                                                                     | 17,2                                                                                     | 16,8                                                                                     | 16,8                                                                                     | 16,5                                                                                     | 15,8                                                                                     | 15,8                                                                                     | 16,3                                                                                     | 16,1                                                                                     | 16                                                                                       |
| II.              | MĘŻCZYZN         | MĘŻCZYZN            | MĘŻCZYZN            | MĘŻCZYZN            | 1004                                                                                     | 1015                                                                                     | 999                                                                                      | 1004                                                                                     | 978                                                                                      | 989                                                                                      | 989                                                                                      | 981                                                                                      | 970                                                                                      | 975                                                                                      | 992                                                                                      | 987                                                                                      | 993                                                                                      | 992                                                                                      | 996                                                                                      |
| II.              | 1.               | Gęstość zaludnienia | Gęstość zaludnienia | Gęstość zaludnienia | 57,6                                                                                     | 58,2                                                                                     | 57,3                                                                                     | 57,6                                                                                     | 56,1                                                                                     | 56,7                                                                                     | 56,7                                                                                     | 56,3                                                                                     | 55,6                                                                                     | 55,9                                                                                     | 56,9                                                                                     | 56,6                                                                                     | 57                                                                                       | 56,9                                                                                     | 57,2                                                                                     |
| II.              | 2.               | W wieku             | W wieku             | W wieku             |                                                                                          |                                                                                          |                                                                                          |                                                                                          |                                                                                          |                                                                                          |                                                                                          |                                                                                          |                                                                                          |                                                                                          |                                                                                          |                                                                                          |                                                                                          |                                                                                          |                                                                                          |
| II.              | 2.               | a.                  | przedprodukcyjnym   | przedprodukcyjnym   | 258                                                                                      | 258                                                                                      | 245                                                                                      | 244                                                                                      | 262                                                                                      | 253                                                                                      | 251                                                                                      | 240                                                                                      | 229                                                                                      | 231                                                                                      | 237                                                                                      | 226                                                                                      | 232                                                                                      | 220                                                                                      | 217                                                                                      |
| II.              | 2.               | a.                  | –                   | w procencie (%)     | 12,5                                                                                     | 12,5                                                                                     | 12                                                                                       | 12                                                                                       | 13,6                                                                                     | 13                                                                                       | 12,8                                                                                     | 12,3                                                                                     | 12                                                                                       | 12                                                                                       | 12,1                                                                                     | 11,5                                                                                     | 11,7                                                                                     | 11,1                                                                                     | 10,9                                                                                     |
| II.              | 2.               | b.                  | produkcyjnym        | produkcyjnym        | 611                                                                                      | 614                                                                                      | 609                                                                                      | 617                                                                                      | 590                                                                                      | 615                                                                                      | 621                                                                                      | 629                                                                                      | 631                                                                                      | 632                                                                                      | 649                                                                                      | 653                                                                                      | 640                                                                                      | 653                                                                                      | 661                                                                                      |
| II.              | 2.               | b.                  | –                   | w procencie (%)     | 29,7                                                                                     | 29,6                                                                                     | 29,9                                                                                     | 30,2                                                                                     | 30,6                                                                                     | 31,5                                                                                     | 31,7                                                                                     | 32,4                                                                                     | 33                                                                                       | 32,7                                                                                     | 33,1                                                                                     | 33,4                                                                                     | 32,4                                                                                     | 32,9                                                                                     | 33,3                                                                                     |
| II.              | 2.               | c.                  | poprodukcyjnym      | poprodukcyjnym      | 135                                                                                      | 143                                                                                      | 145                                                                                      | 143                                                                                      | 126                                                                                      | 121                                                                                      | 117                                                                                      | 112                                                                                      | 110                                                                                      | 112                                                                                      | 106                                                                                      | 108                                                                                      | 121                                                                                      | 119                                                                                      | 118                                                                                      |
| II.              | 2.               | c.                  | –                   | w procencie (%)     | 6,5                                                                                      | 6,9                                                                                      | 7,1                                                                                      | 7                                                                                        | 6,5                                                                                      | 6,2                                                                                      | 5,9                                                                                      | 5,8                                                                                      | 5,8                                                                                      | 5,8                                                                                      | 5,4                                                                                      | 5,5                                                                                      | 6,1                                                                                      | 6                                                                                        | 5,9                                                                                      |
| III.             | KOBIET           | KOBIET              | KOBIET              | KOBIET              | 1056                                                                                     | 1055                                                                                     | 1039                                                                                     | 1037                                                                                     | 953                                                                                      | 963                                                                                      | 969                                                                                      | 962                                                                                      | 941                                                                                      | 956                                                                                      | 970                                                                                      | 969                                                                                      | 984                                                                                      | 992                                                                                      | 992                                                                                      |
| III.             | 1.               | Gęstość zaludnienia | Gęstość zaludnienia | Gęstość zaludnienia | 60,6                                                                                     | 60,6                                                                                     | 59,6                                                                                     | 59,5                                                                                     | 54,7                                                                                     | 55,3                                                                                     | 55,6                                                                                     | 55,2                                                                                     | 54                                                                                       | 54,9                                                                                     | 55,7                                                                                     | 55,6                                                                                     | 56,4                                                                                     | 56,9                                                                                     | 56,9                                                                                     |
| III.             | 2.               | W wieku             | W wieku             | W wieku             |                                                                                          |                                                                                          |                                                                                          |                                                                                          |                                                                                          |                                                                                          |                                                                                          |                                                                                          |                                                                                          |                                                                                          |                                                                                          |                                                                                          |                                                                                          |                                                                                          |                                                                                          |
| III.             | 2.               | a.                  | przedprodukcyjnym   | przedprodukcyjnym   | 274                                                                                      | 268                                                                                      | 258                                                                                      | 238                                                                                      | 240                                                                                      | 244                                                                                      | 236                                                                                      | 225                                                                                      | 222                                                                                      | 222                                                                                      | 220                                                                                      | 211                                                                                      | 211                                                                                      | 214                                                                                      | 214                                                                                      |
| III.             | 2.               | a.                  | –                   | w procencie (%)     | 13,3                                                                                     | 12,9                                                                                     | 12,7                                                                                     | 11,6                                                                                     | 12,4                                                                                     | 12,5                                                                                     | 12,1                                                                                     | 11,6                                                                                     | 11,6                                                                                     | 11,5                                                                                     | 11,2                                                                                     | 10,8                                                                                     | 10,7                                                                                     | 10,8                                                                                     | 10,8                                                                                     |
| III.             | 2.               | b.                  | produkcyjnym        | produkcyjnym        | 519                                                                                      | 517                                                                                      | 510                                                                                      | 520                                                                                      | 495                                                                                      | 498                                                                                      | 512                                                                                      | 523                                                                                      | 508                                                                                      | 527                                                                                      | 545                                                                                      | 557                                                                                      | 571                                                                                      | 577                                                                                      | 577                                                                                      |
| III.             | 2.               | b.                  | –                   | w procencie (%)     | 25,2                                                                                     | 25                                                                                       | 25                                                                                       | 25,5                                                                                     | 25,6                                                                                     | 25,5                                                                                     | 26,2                                                                                     | 26,9                                                                                     | 26,6                                                                                     | 27,3                                                                                     | 27,8                                                                                     | 28,5                                                                                     | 28,9                                                                                     | 29,1                                                                                     | 29                                                                                       |
| III.             | 2.               | c.                  | poprodukcyjnym      | poprodukcyjnym      | 263                                                                                      | 270                                                                                      | 271                                                                                      | 279                                                                                      | 218                                                                                      | 221                                                                                      | 221                                                                                      | 214                                                                                      | 211                                                                                      | 207                                                                                      | 205                                                                                      | 201                                                                                      | 202                                                                                      | 201                                                                                      | 201                                                                                      |
| III.             | 2.               | c.                  | –                   | w procencie (%)     | 12,8                                                                                     | 13,1                                                                                     | 13,3                                                                                     | 13,7                                                                                     | 11,3                                                                                     | 11,3                                                                                     | 11,3                                                                                     | 11                                                                                       | 11                                                                                       | 10,7                                                                                     | 10,4                                                                                     | 10,3                                                                                     | 10,2                                                                                     | 10,1                                                                                     | 10,1                                                                                     |

Rysunek 1.4 Piramida populacji – struktura płci i wieku miasta

Według danych z 31 grudnia 2009 roku miasto Osiek zamieszkiwało 2023 osób (1017 – mężczyzn, 1006 – kobiet, tj. zameldowanych na pobyt stały – stan na 31 XII; przy 2023 osobach, w tym 1019 – mężczyznach, 1004 – kobietach w zestawieniu na 30 VI); jednocześnie faktyczne miejsce zamieszkania określono na poziomie 1988 osób (996 – mężczyzn, 992 – kobiety, tj. – stan na 31 XII; przy 1989 osobach, w tym 992 – mężczyznach, 997 – kobietach w zestawieniu na 30 VI).

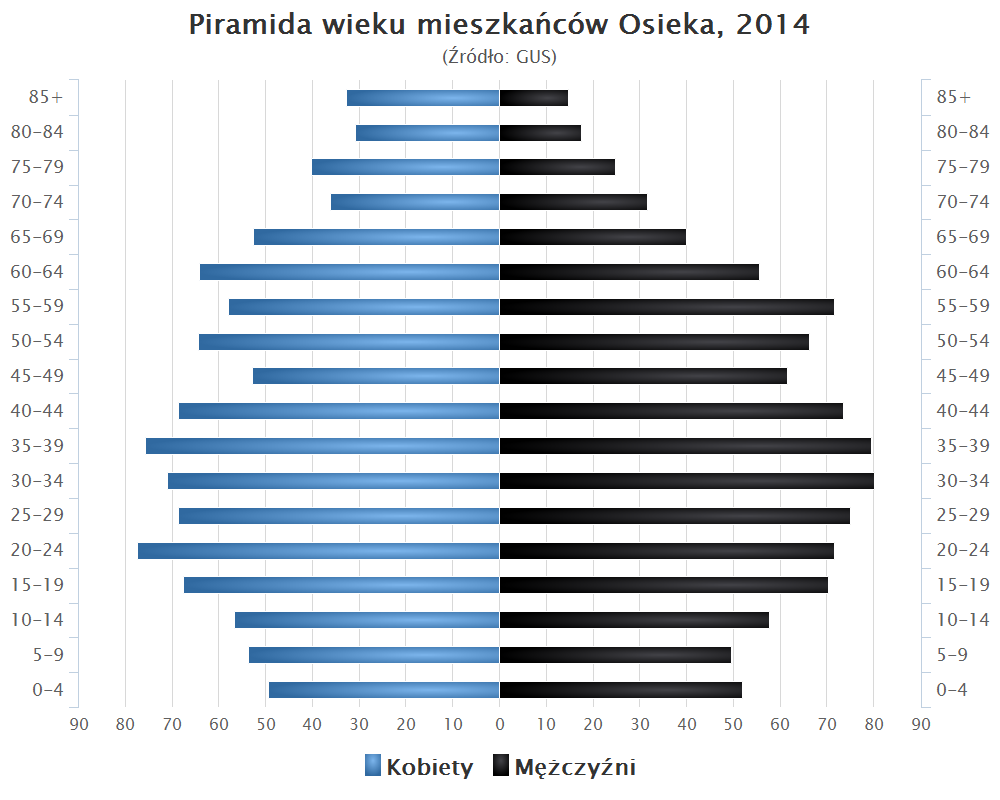
Piramida wieku mieszkańców Osieka w 2014 roku

## Ulice
| Symbol ulicy | Nazwa ulicy              | Symbol ulicy | Nazwa ulicy                   | Symbol ulicy | Nazwa ulicy              | Symbol ulicy | Nazwa ulicy             |
| ------------ | ------------------------ | ------------ | ----------------------------- | ------------ | ------------------------ | ------------ | ----------------------- |
| 02974        | ul. Cicha                | 08265        | ul. Kazimierza Wielkiego      | 14834        | ul. Ogrodowa             | 20254        | ul. Słoneczna           |
| 05172        | ul. Aleksandra Fredry    | 08553        | ul. Klimontowska              | 15300        | ul. Osiedlowa            | 20683        | ul. Sportowa            |
| 27550        | ul. Grabowiec Południowy | 09095        | ul. Komunalna                 | 15733        | ul. Partyzantów          | 22675        | ul. Tarnobrzeska        |
| 27552        | ul. Grabowiec Północny   | 10898        | ul. Leśna                     | 17011        | ul. Polna                | 24398        | ul. Wiślana             |
| 06114        | ul. Grobla               | 11205        | ul. 11 Listopada              | 17054        | ul. Połaniecka           | 24494        | ul. Władysława Jagiełły |
| 10003        | ul. Królowej Jadwigi     | 27553        | ul. Matki Bożej Sulisławskiej | 19253        | ul. Rynek                | 24687        | ul. Wolności            |
| 07029        | ul. Jagiellońska         | 12740        | ul. Adama Mickiewicza         | 19491        | ul. Sandomierska         | 24694        | ul. Wolska              |
| 27551        | ul. Jana Pawła           | 14330        | ul. Nowa                      | 19834        | ul. Henryka Sienkiewicza | 24885        | ul. Wspólna             |

## Dawne części miasta – obiekty fizjograficzne
W latach 70. XX wieku przyporządkowano i opracowano spis lokalnych części integralnych dla Osieka, wówczas jeszcze wioski. Pozostałe nie wymienione tu części są opisane w Osieczku.
| Nazwa wsi – miasta | Nazwy części wsi – miasta                        | Nazwy obiektów fizjograficznych – charakter obiektu |
| ------------------ | ------------------------------------------------ | --- |
| I. Gromada OSIEK   |                                                  | |
| 1. Osiek           | 1. Dwór 2. Gaj Osiecki 3. Grabowiec 4. Parysówka | 1. Broźnia – las 2. Buchnia – pole 3. Chudyniówka – pole 4. Dołki – pole 5. Gaj Osiecki – pole 6. Grabowiec – pole, las 7. Kacapówka – pole, las 8. Kozłówka – łąka 9. Ługi – pole 10. Nakielec – pole 11. Niwa – pole 12. Parysówka – pole 13. Pasierbowskie – pole 14. Pastwisko – łąka 15. Pod Cmentarzem – pole 16. Pod Kierkutem – pole 17. Pod Wolą – pole 18. Podgórki – pole 19. Posusze – pole 20. Rzeka – rzeczka 21. Skotnia – pole 22. Stawiska – łąka 23. Zagrądzie – pole 24. Zagroble – łąka, pole 25. Zagumnie – pole |

## Zabytki
- kościół parafialny pw. św. Stanisława, z wystrojem i wyposażeniem pochodzącym z przełomu XVII i XVIII wieku.
- zamek - wzmiankowany od czasów panowania Kazimierza Wielkiego, obecnie nie istniejący[11].

## Oświata

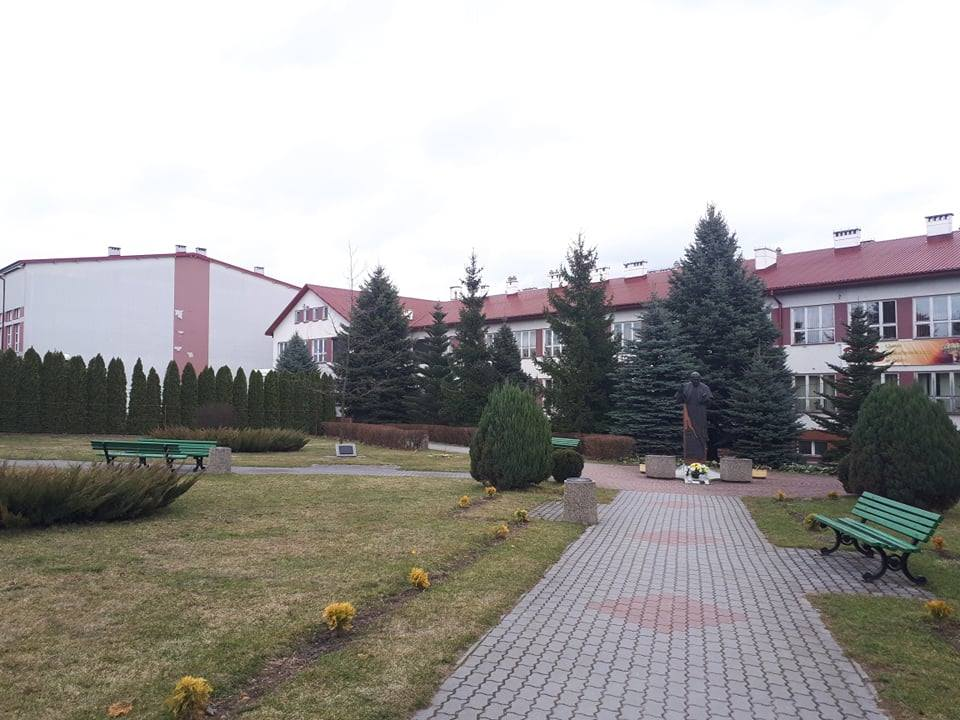
Zespół Szkół w Osieku

Od 2008 na terenie miasta, przy ul. Wolności 24a, funkcjonuje Zespół Szkół im. Jana Pawła II, powstały w wyniku połączenia wielu jednostek oraz włączenia do Zespołu Szkół Ponadgimnazjalnych im. Jana Pawła II.

## Historia szkoły
Według materiałów źródłowych należy przypuszczać, że pierwsza szkoła w Osieku powstała wraz z założeniem parafii i była tzw. szkołą parafialną. „Słownik Geograficzny Królestwa Polskiego” zaznacza, iż w 1649 w miasteczku były dwie szkoły: katolicka i żydowska. W okresie zaborów lekcje odbywały się w nieogrzewanym pomieszczeniu nazywanym „Naczalnyje uczyliszcze”. W drugiej połowie XIX wieku właściciele okolicznych włości ufundowali nowy, drewniany budynek. Znajdowały się w nim dwie sale lekcyjne i mieszkanie dla kierownika szkoły, którym został J. Piecuch. Sprawował funkcję aż do odejścia na emeryturę, czyli do lat 30. a jego następcą był J. Surówka. W okresie międzywojennym edukacja w szkole w Osieku obejmowała klasy I–VII. Podczas II wojny światowej budynek szkoły wraz z dokumentacją spłonął, w związku z czym rozpoczęto nauczanie w wynajętych domach prywatnych. Pierwszym powojennym kierownikiem został Jan Świech. W 1952 rozpoczęto budowę nowego lokalu do celów edukacyjnych, a w 1958 oddano go do użytku. W 1957 opiekę nad szkołą zaczął sprawować Feliks Król. W 1972 przemianowano placówkę na Szkołę Gminną. Jej dyrektorem został Winicjusz Król, dzięki któremu przy placówce powstała Zasadnicza Szkoła Rolnicza. Do szkoły dowożono dzieci z okolicznych wsi, w związku z czym liczba uczniów wzrosła. W 1990 wybudowano budynek przedszkolny, zwalniając w ten sposób kilka sal i salę gimnastyczną dla Szkoły Podstawowej. W 1992 powstało Liceum Ogólnokształcące, wchodzące w skład Zespołu Szkół Ogólnokształcących. W 1998 podczas uroczystości nadania zespołowi im. Jana Pawła II, został oddany do użytku kolejny, nowy obiekt. W 1999 powstało jedyne w gminie Publiczne Gimnazjum. W 2001 przed budynkiem stanął pomnik patrona szkoły, który został uroczyście odsłonięty i poświęcony 17 maja 2001. W tym samym roku do Zespołu Szkół włączono Publiczne Gimnazjum, w wyniku czego powstał Zespół Szkół Ponadgimnazjalnych. W 2003 zespół został rozwiązany, a w jego miejsce utworzono odrębne jednostki (Publiczne Przedszkole, Publiczna Szkoła Podstawowa, Publiczne Gimnazjum i Zespół Szkół Ponadgimnazjalnych. Ofertę edukacyjną poszerzono o Zaoczne Liceum Ogólnokształcące, później przekształcone w Uzupełniające Liceum Ogólnokształcące dla dorosłych. W 2007 oddano do użytku nowoczesną halę sportową.

## Inne
Na terenie miasta znajduje się przystanek kolejowy Osiek Staszowski, dokładnie w części miasta Parysówka.